# Sexto Julio Africano
Sexto Julio Africano  (c. 160-c. 240) fue un historiador y apologista helenista de influencia cristianoafricana. Se le considera el padre de la cronología cristiana.

## Biografía
Sexto Julio Africano nació en Aelia Capitolina (antigua Jerusalén) y fue oficial al servicio del emperador Septimio Severo. Alejandro Severo le encargó organizar una biblioteca para él en Roma. Entabló cierta amistad con Orígenes. También vivió en Nicópolis, Palestina (Emaús) y según la tradición fue obispo de Emaús, aunque es muy posible que esta noticia sea falsa. Murió en Jerusalén  hacia el año 240.

### La Crónica
La Crónica (Chronographiai) en cinco libros escritos en griego es la primera historia sincrónica del pueblo griego y judío desde la fecha de la Creación (c. 5500 a. C. según sus cálculos) hasta la época de Heliogábalo (221). Los libros de su Crónica, de los que solamente perduran algunos fragmentos, fueron referencia obligada para los escritores Eusebio de Cesarea, Jorge Sincelo, Jorge Cedreno, el Chronicon Paschale e Isidoro de Sevilla, que lo cita en sus obras Crónica Universal y Etimologías.
Su obra es de gran importancia pues supone el primer intento cristiano de escribir una historia universal y como fuente de toda la cronografía cristiana y de todos los escritos históricos bizantinos posteriores. Durante muchos siglos la cristiandad aceptó las fechas calculadas por él. Julio Africano utilizó como fuentes la Biblia y las historias griegas, romanas y judías. Fue influido por la Stromata de Clemente de Alejandría. Copió de Manetón, adaptándolo a su mentalidad de cristiano africano y redactando con afán apologético más que historiador.